# Groupe pluriel au Congrès des députés
Le groupe parlementaire pluriel (en espagnol : grupo parlamentario plural) est un groupe parlementaire espagnol constitué en décembre 2019 au Congrès des députés, chambre basse des Cortes Generales.

## Historique

### Constitution
Le groupe parlementaire pluriel était un groupe parlementaire créé pour la première fois pour la XIVe législature. Il est composé de 16 députés élus lors des élections générales de novembre 2019. Le 14 janvier 2020, les 4 députés représentant les partis Coalition canarienne, Nouvelles Canaries, Parti régionaliste de Cantabrie et Teruel Existe quittent le groupe et rejoignent le groupe mixte au profit d'un meilleur équilibre entre les deux groupes où l'on compte en tout onze partis différents.

### Effectifs
| Législature | Années               | Représentation | Porte-parole                 | Porte-parole adjoint |
| ----------- | -------------------- | -------------- | ---------------------------- | -------------------- |
| XIVe        | déc. 2019-janv. 2020 | 16 / 350       | Laura Borràs                 | Néstor Rego          |
| XIVe        | janv. 2020-mai 2023  | 12 / 350       | Laura Borràs Míriam Nogueras | Néstor Rego          |

### Porte-parole
| Début      | Fin        | Porte-parole    |
| ---------- | ---------- | --------------- |
| 23/12/2019 | 12/03/2021 | Laura Borràs    |
| 12/03/2021 | 30/05/2023 | Míriam Nogueras |